# De blanke lama
De blanke lama is een avonturenstripreeks. De verhalen zijn bedacht door Alejandro Jodorowsky en de tekeningen zijn van de hand van Georges Bess. De reeks speelt zich af in Tibet aan het begin van de 20e eeuw en is quasirealistisch getekend. De verhalen vormen een diverse mix van avonturen en mythologie afgewisseld met metafysisch boeddhistische bespiegelingen. De reeks bestaat uit zes delen die zowel met harde kaft als zachte kaft door uitgeverij Arboris werden uitgegeven. 

## Verhaal
De Lama Mapan is gereïncarneerd in een blanke kind Gabriel dat door Tibetaanse pleegouders wordt grootgebracht. Alles zweert samen tegen hem om te verhinderen dat hij zijn bestemming kan vervullen. 

## Albums
1. De openbaring, 1989
2. Het tweede gezicht, 1989
3. De drie oren, 1990
4. De vierde stem, 1993
5. De open en gesloten hand, 1993
6. Driehoeken van water en vuur, 1994